# Oscar (Bühnenstück)
Oscar oder Oscar, ein Missverständnis in 3 Akten ist eine französische Komödie des Dramatikers Claude Magnier, uraufgeführt am Athenaeum Theater, Paris, im Jahr 1958 in einer Inszenierung von Jacques Mauclair.

## Hintergrund
Ursprünglich spielte Pierre Mondy die Hauptrolle des Bertrand Barnier an der Seite von Jean-Paul Belmondo als gerissenen Christian Martin.
Der große Erfolg wurde dem Stück aber erst beschieden, als 1959 Louis de Funès die Hauptrolle übernahm. Die Inszenierung mit De Funès, unter der Regie von Pierre Mondy, brachte es auf beinahe 600 Aufführungen. Zwischen 1959 und 1972 spielte er mehrmals zusammen mit seinem Sohn Olivier de Funès, der in die Rolle des Christian Martin schlüpfte, am Théâtre du Palais-Royal.

## Inhalt

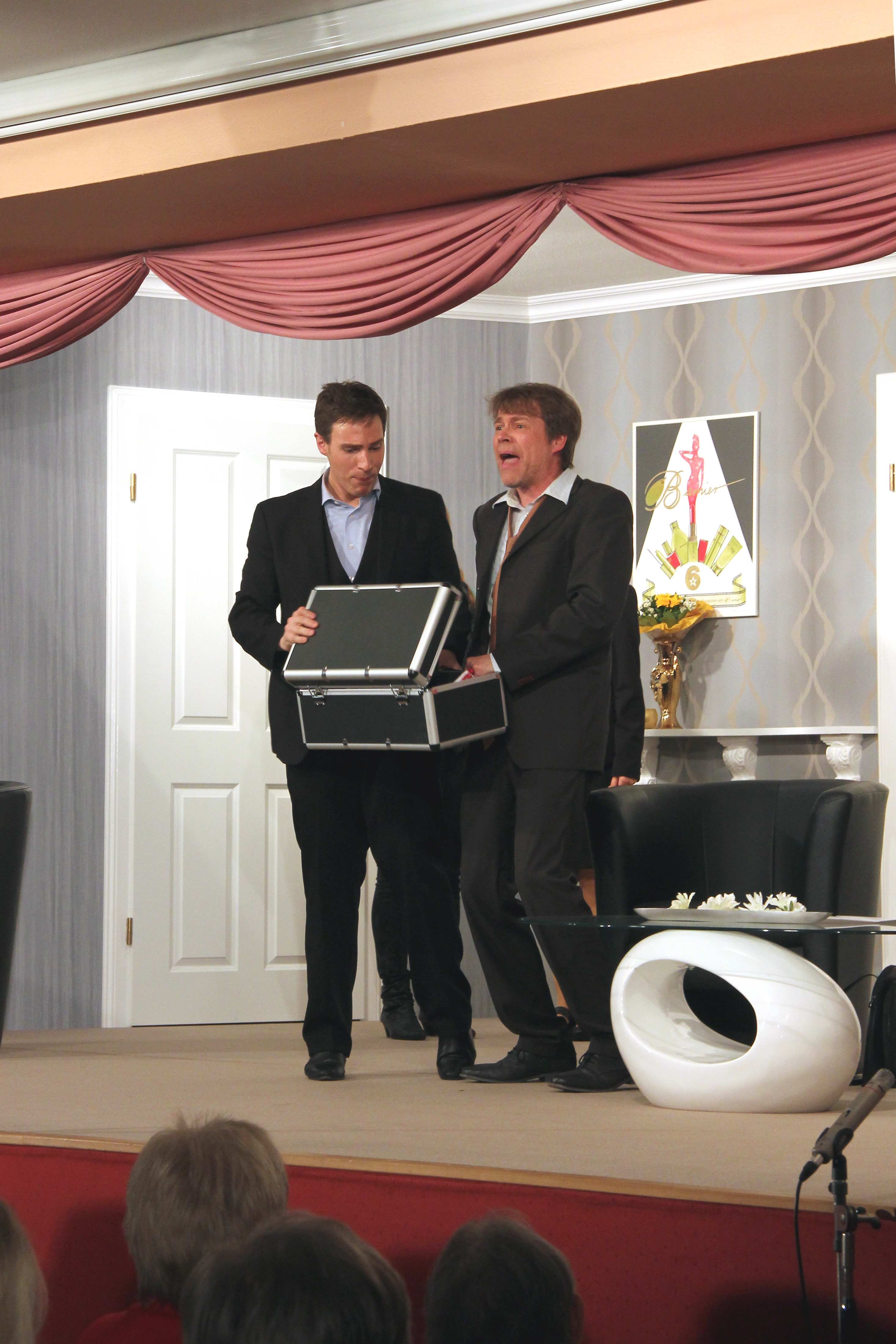
Auch zum Schluss nicht der richtige Koffer. Aufführung der Kolping-Theatergruppe Kärlich

In  dieser Komödie jagt eine Verwechslung die andere, vor allem ausgelöst durch einen brisanten Koffer, der den cholerischen Kosmetikhersteller Barnier fast zur Verzweiflung bringt, ebenso wie sein gewitzter Angestellter Albert, der ihn morgens früh aus dem Bett holt und eine Gehaltserhöhung fordert, bevor er eine Millionen-Unterschlagung gesteht. Als Barnier die Polizei anrufen will, hält dieser Albert auch noch um die Hand seiner Tochter an, genauer gesagt um die Hand des Mädels, das er für die Tochter hält.
Im Folgenden geht es deshalb nicht nur um Geld, Betrügereien und Hinterlist, sondern auch um Liebe, vor allem um die Liebe von Tochter Colette zu dem Chauffeur Oscar, den ihr Vater rausgeworfen hat. Jetzt will Colette nur noch eins: raus aus diesem Haus! Und dabei ähnelt sie im Temperament ganz dem Vater, mit lautstarkem Wutausbruch, dann mit Skepsis im Blick, weinend, trotzig oder aber verführerisch schmeichelnd. Mutter Marie-Louise ist resolut bestimmend bemüht, die Situation im Griff zu behalten und einen Mann für das Kind zu finden, vielleicht den athletischen Masseur ihres Mannes.
Völlig ruhig bleiben in dem ganzen Chaos schließlich die schüchterne Nicole, die plötzlich auftaucht, und Charlotte, die sich als Hauswirtschafterin bewirbt und in Barnier Erinnerungen weckt. Ob die beiden Frauen zu einer Wende in dem Geschehen beitragen?
Völlig verwirrend ist bis zum Schluss das Spiel um den Koffer mit den veruntreuten Millionen, genauer gesagt: um die drei täuschend ähnlichen Koffer, von denen einer das Geld enthält und die ständig vertauscht werden.

## Inszenierungen

### Französische Produktionen
| 1958, Théâtre de l’Athénée | 1958, Théâtre de l’Athénée |
| -------------------------- | -------------------------- |
| Regie:                     | Jacques Mauclair           |
| Bertrand Barnier           | Pierre Mondy               |
| Christian Martin           | Jean-Paul Belmondo         |
| Madame Barnier             | Maria Pacôme               |
| Philippe                   | Mario David                |
| Bernadette                 | Dominique Page             |
| Colette                    | Françoise Vatel            |
| Jaqueline                  | Jaqueline Huet             |
| Charlotte                  | Germaine Delbat            |
| Oscar                      | Jacques Porteret           |

| 1958, théâtre des Bouffes-Parisiens | 1958, théâtre des Bouffes-Parisiens |
| ----------------------------------- | ----------------------------------- |
| Regie:                              | Jacques Mauclair                    |
| Bertrand Barnier                    | Pierre Mondy                        |
| Christian Martin                    | Jean-Pierre Cassel                  |
| Madame Barnier                      | Denise Provence                     |
| Philippe                            | Mario David                         |
| Bernadette                          | Dominique Page                      |
| Colette                             | Françoise Vatel                     |
| Jaqueline                           | Jaqueline Huet                      |
| Charlotte                           | Germaine Delbat                     |
| Oscar                               | Pierre Hatet                        |

| 1971, Théâtre du Palais-Royal | 1971, Théâtre du Palais-Royal |
| ----------------------------- | ----------------------------- |
| Regie:                        | Pierre Mondy                  |
| Bertrand Barnier              | Louis de Funès                |
| Christian Martin              | Gérard Lartigau               |
| Madame Barnier                | Maria Pacôme                  |
| Philippe                      | Mario David                   |
| Bernadette                    | Laurence Badie                |
| Colette                       | Brigitte Degaire              |
| Jaqueline                     | Corinne Le Poulain            |
| Charlotte                     | Germaine Delbat               |
| Oscar                         | Jean-Pol Brissart             |

### Kanadische Produktion
| 2009, Théâtre Du Vieux-Terrebonne, Québec | 2009, Théâtre Du Vieux-Terrebonne, Québec |
| ----------------------------------------- | ----------------------------------------- |
| Regie:                                    | Alain Zouvi                               |
| Bertrand Barnier                          | Benoît Brière                             |
| Christian Martin                          | Gabriel Sabourin                          |
| Madame Barnier                            | Josée Deschênes                           |
| Philippe                                  | Stéphane Breton                           |
| Monsieur Barniers Diener                  | Martin Héroux                             |
| Bernadette                                | Caroline Bouchard                         |
| Colette                                   | Marie-Eve Beaulieu                        |
| Jaqueline                                 | Léa Traversy                              |
| Charlotte                                 | Danielle Lépine                           |
| Oscar                                     | Frédéric Millaire-Zouvi                   |

### Deutsche Produktion
| 2012, Das kleine Hoftheater, Hamburg | 2012, Das kleine Hoftheater, Hamburg |
| ------------------------------------ | ------------------------------------ |
| Regie:                               | Lars Ceglecki                        |
| Bertrand Barnier                     | Helmut Gentsch                       |
| Christian Martin                     | Ulf Albrecht                         |
| Madame Barnier                       | Claudia Isbarn                       |
| Philippe                             | Jens Raygrotzki                      |
| Bernadette                           | Anja Frers                           |
| Colette                              | Wibke Leni                           |
| Jaqueline                            | Melanie Weirather                    |
| Charlotte                            | Konni Fischer                        |
| Oscar                                | Jona Manow                           |

## Verfilmungen
Das Stück wurde im Jahr 1967 von Édouard Molinaro verfilmt, wiederum mit De Funès als Monsieur Barnier. Die Rolle des Christian Martin spielte hier Claude Rich.
- Hauptartikel: Oscar (1967)

Im Jahr 1991 entstand unter der Regie von John Landis eine US-amerikanische Neuverfilmung, die die Handlung zur Prohibitionszeit im Gangstermilieu der 1930er Jahre ansiedelte. Die Hauptrolle, umbenannt in Angelo „Snaps“ Provolone, spielte Sylvester Stallone.
- Hauptartikel: Oscar – Vom Regen in die Traufe